# Ветка (град)
Ветка (на беларуски: Ветка; на руски: Ветка) е град в Беларус, административен център на Ветковски район, Гомелска област. Населението на града през 2009 година е 8505 души (по приблизителна оценка от 1 януари 2018 г.).

## История
За пръв път селището е споменато през 1685 година.